# Gerhard Hager

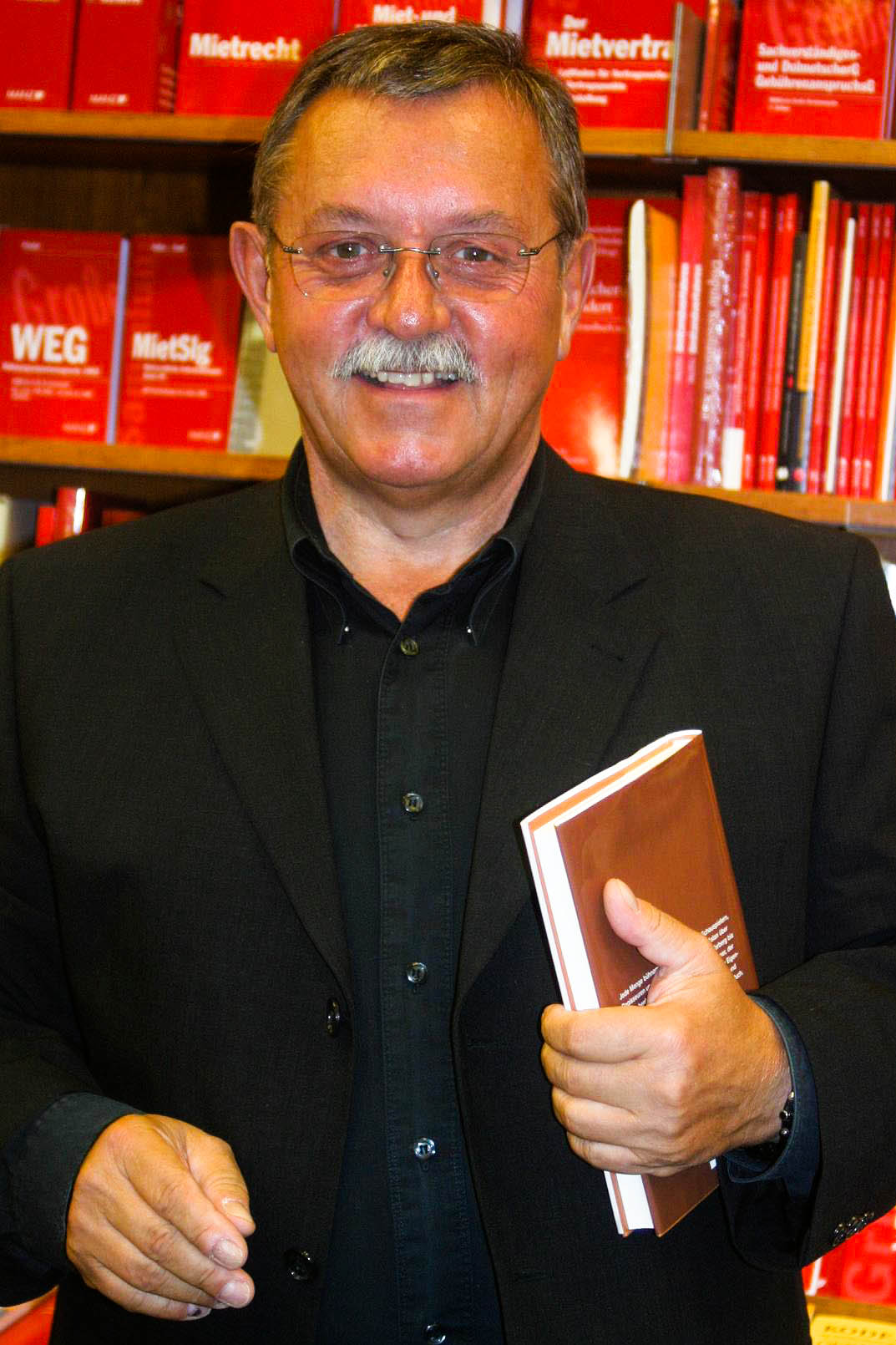
Gerhard Hager, 2004

Gerhard Hager (* 26. September 1942 in Wien; † 18. April 2025) war ein österreichischer Politiker (FPÖ) und Jurist.

## Leben
Gerhard Hager besuchte die Volksschule in der Lehrerbildungsanstalt Hegelgasse, anschließend bis 1960 das humanistische Bundesgymnasium Zirkusgasse, wo er die Matura mit Auszeichnung ablegte.
Nach dem Studium der Rechtswissenschaften an der Universität Wien schlug er die Richterlaufbahn ein, die ihn bis zum Höchstgericht brachte: Am 1. Jänner 1991 wurde er zum Hofrat des Obersten Gerichtshofs ernannt. Im Mai 1994 verlieh ihm der österreichische Bundespräsident Thomas Klestil den Berufstitel Professor.
Am 13. Oktober 1996 wurde er als Kandidat der FPÖ zum Abgeordneten im Europäischen Parlament gewählt, dem er vom 11. November 1996 bis 19. Juli 2004 angehörte. Als Mitglied des Europäischen Parlaments war er kraft Verfassung (Art. 23 b Abs. 3 B-VG) für die Dauer der Legislaturperiode als Richter außer Dienst gestellt. Seine politische Hauptaufgabe für die FPÖ im Europäischen Parlament war die Bearbeitung aller juristischen Berichte und die Mitarbeit im Rechtsausschuss und im Ausschuss für konstitutionelle Fragen.
Neben seiner hauptberuflichen Tätigkeit befasste er sich mit der Ausbildung von Rechtsanwaltsanwärtern im Strafrecht, unterrichtete medizinisch relevantes Strafrecht an der Akademie für höhere Pflegeberufe in Mödling, betreute als Redakteur den strafrechtlichen Entscheidungsteil der Österreichischen Juristen-Zeitung (ÖJZ) und war  als Lehrbeauftragter für Strafrecht an der Universität Wien tätig. Daneben übte er die Funktion eines Vorsitzenden-Stellvertreters der Obersten nationalen Sportkommission für den Kraftfahrsport (OSK) aus.
Er ging 2004 in den Ruhestand, befasste sich unter anderem mit der Tier- und Pflanzenwelt und hielt Lesungen und Buchpräsentationen in kleinem Rahmen.
Gerhard Hager war verheiratet und hatte einen Sohn. Hager war ein Neffe des Reiseschriftstellers Gustav Krist (1894–1937).

## Schriften
Fachliteratur
- mit Meller: Nichtigkeitsbeschwerde und Berufung. Manz, 1981, Ergänzungsheft 1987. 2. Auflage 2004 unter Mitwirkung von Eichenseder. 3. Auflage als Hager/Meller/Hetlinger 2010, ISBN 978-3214066697.
- Persönlichkeitsschutz im Straf- und Medienrecht. Medien & Recht, 1991. Weitere Auflagen mit Walenta.
- mit Massauer: §§ 15 und 16 StGB. Versuch und Rücktritt vom Versuch. Manz, 1994.
- mit Holzweber: Grundrechtsbeschwerdegesetz 1992. Manz, 1998.

Belletristik
- Hager, Heiteres vom Höchstgericht. Anekdoten. Manz, 1995, ISBN 978-3214000318.
- Wie bring' ich meinen Mann ins Grab? Satire. OVG, 2000, ISBN 978-3706700214.
- Am Brunnen weit vom Tore Erzählung. Fischer, 2003, ISBN 978-3830104773.
- Ernstes und Unernstes rund um das Europäische Parlament. Anekdoten. OVG, 2004, ISBN 978-3706700351.
- Die zweitbesten Tiergeschichten. Vindobona, 2011, unter Mitwirkung von Susanna Stoll-Weber, ISBN 978-3-85040-272-9.